# Coenosopsia ferrari
Coenosopsia ferrari är en tvåvingeart som beskrevs av Nihei och De Carvalho 2004. Coenosopsia ferrari ingår i släktet Coenosopsia och familjen blomsterflugor. Inga underarter finns listade i Catalogue of Life.